# Route départementale 304 (Haïti)
Pour les articles homonymes, voir Route départementale 304.
La route départementale 304, ou RD 304, est une route départementale d'Haïti, reliant Hinche à Saint-Michel-de-l'Attalaye,.

## Présentation
La route départementale 304 commence à son croisement de la Route nationale 3 à Hinche et se termine à Saint-Michel-de-l'Attalaye.

## Tracé
- Hinche
- Maïssade
- Saint-Michel-de-l'Attalaye